# Visa Touch

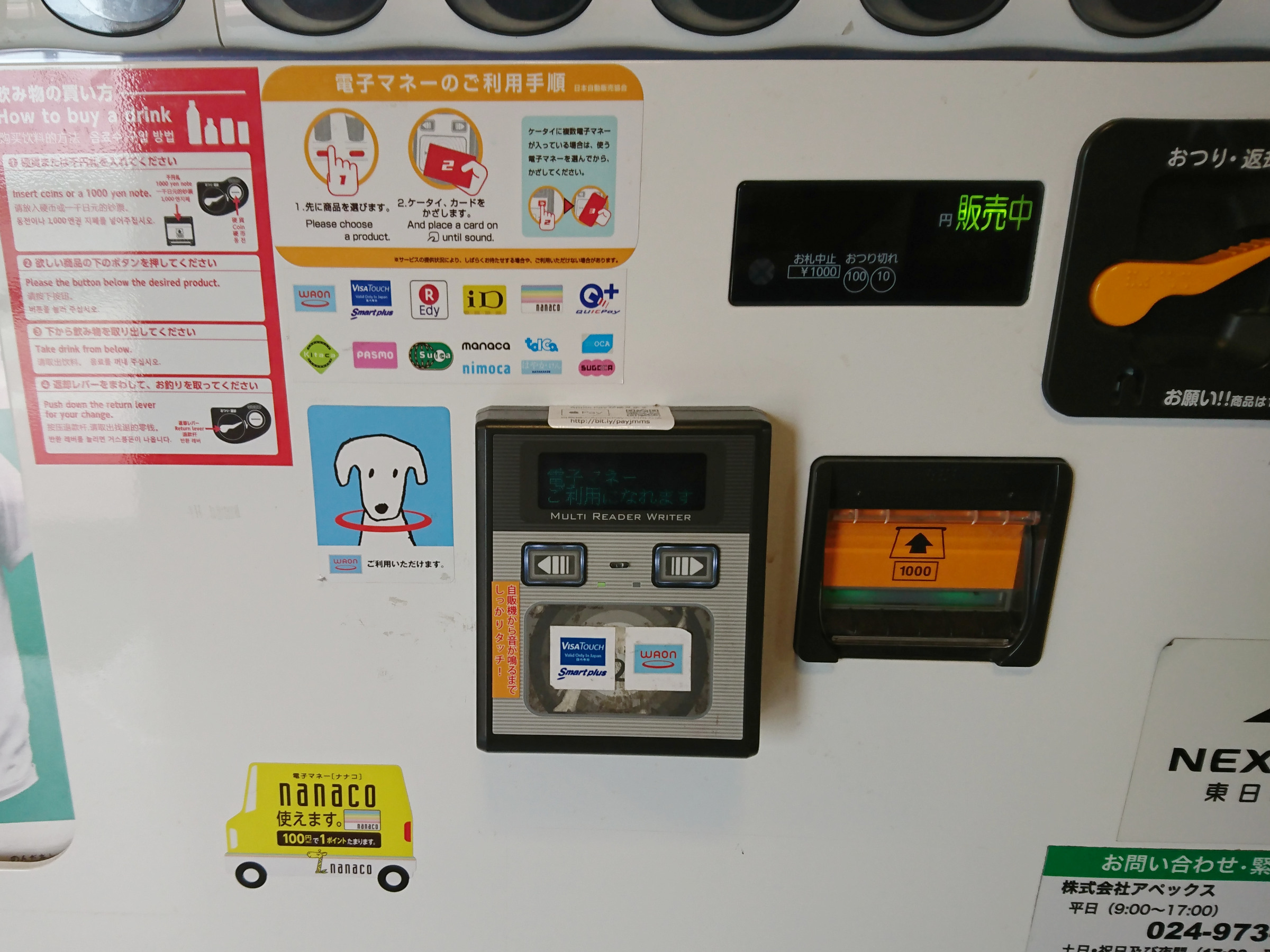
Visa TouchとSmartplusに対応した飲料自動販売機

Visa Touch（ビザ タッチ）は、Visaが提供していた非接触決済サービス。対応カードの有効期限をもってサービス終了した。
ロゴマークは全ての文字が大文字とスモールキャピタルの「Vɪsᴀ Tᴏᴜᴄʜ」と表記される。

## 概要
Visaが日本で提供するサービスである。日本信販株式会社（現・三菱UFJニコス）が開発したSmartplusをベースとするサービスであるため、Smartplusの加盟店はVisa Touchも取り扱う事が出来、またこの逆も可能である。しかし、Smartplusは日本でのみ展開しているサービスであり、これをベースとするVisa Touchも、国際ブランド「VISA」を運営するVisaインターナショナルが提供するサービスでありながら日本以外の国や地域で利用する事は出来ない。また、Visaが日本以外の国や地域で提供している他の非接触決済サービスとの互換性もない。
その日本においても名称に「Visa」がついていながら、三井住友カードをはじめとするVJA（旧・VISAジャパン協会）に属するカード会社はVisa Touchを導入していない。また、VJAに属さないVISA発行会社でも導入しているのはUCSとセディナのみと少数である。さらに、VisaTouch/Smartplusを利用できる店舗の数は、同様の非接触決済サービスであるiDやQUICPayを使える店舗の数よりもはるかに少ない。
ちなみに、Visaに競合するMasterCardは、日本国内外で共通した非接触決済サービスとしてPayPassを提供している。しかし、2008年3月現在での日本に於けるPayPassの加盟店の数は Visa Touch の加盟店の数より少なく、また、日本に於けるPayPassを搭載するMasterCardブランドのクレジットカードの発行枚数は、Visa Touchに対応するVISAブランドのクレジットカードの発行枚数よりも少ない。
2012年10月にはVJA陣営が、VISAが2007年より全世界的に展開しているVisa payWave（Visa Touchとは互換性がない）を2013年より導入する方針を明らかにするなど、日本国内でも劣勢に立たされたことから、2013年3月末でサービスの新規加入受付を終了し、2014年6月末にモバイル型のサービスも終了。2015年現在は一部発行会社によるカード型サービスのみが運営されているが、それらも既発行カードの有効期限到来をもってサービスを終了する。

### 会員及び端末の数
2008年9月末時点でのVisa Touch/Smartplus会員数は69万人、対応端末は4万9000台である。

## 利用方法
Visa Touch は、これに対応するカード又はフィーチャーフォン（おサイフケータイ）で利用する事が出来る。なお、スマートフォンには対応しない。発行会社によってはモバイル型のみ取り扱いするものもある。

### カード型
Visa Touchの機能を搭載したカードを用いるものである。また、クレジットカードにVisa Touchの機能を搭載した提携カードも発行されている。例えば、三菱UFJニコスが東日本高速道路（NEXCO東日本）と提携し発行する「E-NEXCO pass」（VISAブランドに限る）は、 Visa Touchを搭載している。

### モバイル型
おサイフケータイにダウンロードしたアプリに登録する事が出来るクレジットカード情報は5件分であり、利用者は利用したいクレジットカードを決済時に選択する事が出来る。クレジットカード会社からみても、一台のおサイフケータイに空席は5つあるという利点がある。
- 簡易利用モード

加盟店のR/W端末にかざすだけで決済できる。
- セキュリティ重視モード

利用の都度、アプリを起動してユーザーが決めたパスコードを入力しロックを解除しないと決済ができない。

## 沿革
- 2006年
  - 9月 サービス開始。

## Visa Touch に対応しているクレジットカード
次の２社が発行するVISAブランドのクレジットカード（一部を除く）が Visa Touch に対応している。
- 三菱UFJニコス （DC/NICOS/UFJ/MUFGなどグループ会社及び提携（FC契約）金融機関
  - 2013年3月31日新規入会受付終了。2014年6月30日モバイル型サービス終了。カード型は個々の有効期限をもってサービス終了[4]。
    - 三菱東京UFJ-VISA（現：三菱UFJ-VISA） 2013年4月12日新規入会受付終了。2014年6月30日カード型・モバイル型サービス終了[5]。
- UCS
  - 2013年1月31日新規入会受付終了。2014年6月30日モバイル型サービス終了。カード型は個々の有効期限をもってサービス終了[6]。

### Visa Touch に対応していたクレジットカード
- セディナ（セディナカード・OMCカードのみ。2010年8月31日サービス終了）